# 鰻鰍
鰻鰍為輻鰭魚綱合鰓目鰻鰍科的其中一種，分布亞洲緬甸至柬埔寨的淡水水域，體長可達6公分，棲息在植物生長茂盛的氾濫平原，屬肉食性。